# The Yaqui's Revenge
The Yaqui's Revenge è un cortometraggio muto del 1914 diretto da Henry MacRae.

## Produzione
Il film fu prodotto dalla 101-Bison (Bison Motion Pictures).

## Distribuzione
Distribuito dall'Universal Film Manufacturing Company, il film - un cortometraggio in due bobine - uscì nelle sale cinematografiche USA il 7 marzo 1914.